# Obrež Vivodinski
 Obrež Vivodinski  falu Horvátországban, a Károlyváros megyében. Közigazgatásilag Ozalyhoz tartozik.

## Fekvése
Károlyvárostól 20 km-re, községközpontjától 6 km-re északnyugatra, a Kulpa bal partján fekszik.

## Története
1857-ben 150, 1910-ben 171 lakosa volt. A trianoni békeszerződésig Zágráb vármegye Jaskai járásához tartozott. 2011-ben 81 lakosa volt.

## Lakosság
| Lakosság változása | Lakosság változása | Lakosság változása | Lakosság változása | Lakosság változása | Lakosság változása | Lakosság változása | Lakosság változása | Lakosság változása | Lakosság változása | Lakosság változása | Lakosság változása | Lakosság változása | Lakosság változása | Lakosság változása | Lakosság változása |
| ------------------ | ------------------ | ------------------ | ------------------ | ------------------ | ------------------ | ------------------ | ------------------ | ------------------ | ------------------ | ------------------ | ------------------ | ------------------ | ------------------ | ------------------ | ------------------ |
| 1857               | 1869               | 1880               | 1890               | 1900               | 1910               | 1921               | 1931               | 1948               | 1953               | 1961               | 1971               | 1981               | 1991               | 2001               | 2011               |
| 150                | 166                | 176                | 174                | 190                | 171                | 173                | 172                | 190                | 185                | 166                | 149                | 108                | 91                 | 97                 | 81                 |

## Nevezetességei
Szent Miklós tiszteletére szentelt temploma 1705-ben épült, a vivodinai Szent Lőrinc plébánia filiája. Körülötte temető található, melyet kőből épített körítőfal övez.